# The Plant List
 (avril 2024).
The Plant List (littéralement en français : « La liste des plantes ») est une base de données en ligne de toutes les espèces de plantes connues en 2013, recensées par leurs noms scientifiques. 
Elle est issue de la collaboration entre les jardins botaniques royaux de Kew et le jardin botanique du Missouri, qui ont combiné les listes de plantes détenues par ces institutions et par d'autres. 

## Histoire
Inactive depuis 2013, elle est remplacée par la base World Flora Online.

## Description
La première version publiée en décembre 2010 comprend 1 040 426 noms scientifiques d'espèces de plantes dont 298 900 (28,7 %) sont des noms acceptés et les autres des synonymes ou des noms non résolus. Elle visait à l'exhaustivité pour les espèces de plantes vasculaires (plantes à fleurs, conifères, fougères et leurs alliées) ainsi que pour les Bryophytes (mousses et hépatiques).